# Medina abdominalis
Medina abdominalis là một loài ruồi trong họ Tachinidae.